# Creu dels Quatre Ulls
La Creu dels Quatre Ulls, o Foradada, és una creu de terme gòtica de Guimerà (Urgell) inclosa a l'Inventari del Patrimoni Arquitectònic de Catalunya.

## Descripció
És una creu de quatre ulls o foradada ubicada aproximadament a dos quilòmetres al nord de la població de Guimerà, la funció de la qual era separar i remarcar els dos termes municipals veïns de Ciutadilla i Guimerà. Aquesta creu és d'estil gòtic primitiu corresponent al segle xiv. És erigida damunt d'una graonada rectangular molt destacable. Encapçalant un fust octogonal hi ha un capitell o nus de vuit cares desiguals, a dues de les quals, les corresponents a l'anvers i al revers de la creu, hi sobresurten una parella de figures per banda. A la cara on es troba Crist crucificat, es pot identificar Sant Isidre, acompanyat d'una figura femenina, el braç dret de la qual es troba lligat amb una corda. Al revers de la creu hi ha les figures de Sant Pere i Sant Miquel Arcàngel. La forma superior de la creu té inserida aquesta estructura lobulada que deixa entreveure aquest motiu de quatre ulls. Als extrems de la creu hi ha uns quadrats amb alts relleus florals.

## Història
Creu de quatre ulls o foradada ubicada aproximadament a dos quilòmetres al nord de la població de Guimerà, la funció de la qual era separar i remarcar els dos termes municipals veïns de Ciutadilla i Guimerà.